# Arthonia epicladonia
Arthonia epicladonia är en lavart som först beskrevs av William Nylander och som fick sitt nu gällande namn av Vagn Alstrup och Mikhail P. Zhurbenko. 
Arthonia epicladonia ingår i släktet Arthonia, och familjen Arthoniaceae. Arten är reproducerande i Sverige.